# José Luis Martínez-Almeida
José Luis Martínez-Almeida Navasqüés (Madrid, 17 aprile 1975) è un politico spagnolo, sindaco di Madrid a partire dal 15 giugno 2019.

## Biografia
Figlio di Rafael Martínez-Almeida y León y Castillo e Ángela Navasqüés Cobián e nipote di secondo grado del diplomatico franchista Emilio de Navasqüés, José Luis Martínez-Almeida entra per la prima volta in politica a 20 anni, quando si iscrive al Partito Popolare di Spagna. Nel 1998 si laureò in giurisprudenza alla Universidad Pontificia Comillas.
Dichiaratosi vicino alle posizioni politiche di Esperanza Aguirre, è stato direttore generale del patrimonio storico della comunità di Madrid dal 2007 al 2011.
Nel 2019 si candida a sindaco di Madrid e viene eletto grazie ad un patto stipulato fra il suo partito, Ciudadanos e Vox, entrando in carica il 15 giugno.